# Allium filidentiforme
Allium filidentiforme är en amaryllisväxtart som beskrevs av Aleksei Ivanovich Vvedensky. Allium filidentiforme ingår i släktet lökar, och familjen amaryllisväxter. Inga underarter finns listade i Catalogue of Life.